# Gefecht bei Colombey-les-Deux-Églises
Frühjahrsfeldzug 1813
Lüneburg – Möckern – Halle – Großgörschen – Gersdorf – Bautzen – Reichenbach – Nettelnburg – Haynau – Halberstadt – Luckau
Herbstfeldzug 1813

Großbeeren – Katzbach – Dresden – Hagelberg – Kulm – Dennewitz – Göhrde – Altenburg – Wittenberg – Wartenburg – Liebertwolkwitz – Leipzig – Torgau – Hanau – Hochheim – Danzig
Winterfeldzug 1814

Épinal – Colombey – Brienne – La Rothière – Champaubert – Montmirail – Château-Thierry – Vauchamps – Mormant – Montereau – Bar-sur-Aube – Soissons – Craonne – Laon – Reims – Arcis-sur-Aube – Fère-Champenoise – Saint-Dizier – Claye –  Paris
Sommerfeldzug von 1815

Quatre-Bras – Ligny – Waterloo – Wavre – Paris
Das Gefecht bei Colombey-les-Deux-Églises fand am 24. Januar 1814 während des Winterfeldzugs 1814 der Befreiungskriege in Frankreich statt. An diesem Tage griffen das württembergische Korps unter dem Kronprinzen Wilhelm und ein österreichisches Korps unter General Gyulay der Böhmischen Armee Truppen der französischen Armee unter Marschall Mortier an und zwangen sie zum Rückzug. Damit war für die Böhmische Armee der Weg durch das Tal der Aube nach Norden zur Vereinigung mit der Schlesischen Armee unter Feldmarschall Blücher frei.

## Vorgeschichte

### Truppenbewegungen am 17. Januar 1814
Am 17. Januar 1814 hatte das württembergische Korps der Böhmischen Armee unter dem württembergischen Kronprinzen Wilhelm Val-de-Meuse erreicht. Noch am gleichen Tage sandte der Kronprinz ein starkes Kontingent weiter auf der Straße nach Langres, da ihm noch nicht bekannt war, dass die Franzosen bereits begonnen hatten, diese Stadt zu räumen und sich nach Norden zurückzuziehen. Zwei Eskadron Husaren sandte er zudem aus mit dem Auftrag, möglichst in der folgenden Nacht die Stadt Chaumont einzunehmen. Die Husaren trafen aber auf halbem Wege nach Chaumont bei dem Ort Mandres-la-Côte auf feindliche französische Reiterei, die sich zunächst zurückzog. Wenig weiter hinter dem Ort Biesles aber waren einige Schwadronen französischer Kavallerie aufgestellt, die es den württembergischen Husaren unmöglich machten, weiter vorzurücken. Von zwei gefangenen französischen Gardegrenadieren zu Pferde erfuhren die Husaren als erste, dass sich die französischen Divisionen unter Marschall Mortier von Langres direkt auf das 36 Kilometer weiter nördlich gelegene Chaumont zurückzogen und diesen Ort am Abend erreichen würden. Die Württemberger sahen damit ihren Auftrag für diese Nacht als unerfüllbar an und setzten sich in Mandres-la-Côte mit einigen nach Nordwesten vorgeschobenen Beobachtungsposten fest.

### Das Gefecht bei Chaumont am 18. Januar 1814
In Kenntnis der Bewegungen der französischen Truppen am Vortag, setzte der württembergische Kronprinz seine Truppen am 18. Januar 1814 um 7 Uhr von Val-de-Meuse aus auf der Straße nach Chaumont in Marsch. Er selbst ritt mit seiner Kavallerie zur Unterstützung seiner Husaren bei Mandres-la-Côte dem Gros voran. Diesmal gelang es, die französische Kavallerie hinter Biesles zu vertreiben, die sich in das 16 Kilometer entfernte Chaumont zurückzog. Als die Württemberger nachrückten, mussten sie aber feststellen, dass die Franzosen sich auf ihr Kommen in der Zwischenzeit gut vorbereitet hatten. Marschall Mortier hatte starke Kräfte auf dem gegenseitigen, westlichen Ufer der Marne positioniert und die Brücke vor Chaumont mit Hindernissen versperrt. Starke französische Artillerie beherrschte das Terrain von ausgewählt guten, erhöhten Stellungen auf dem Westufer der Marne südlich des Ortes Choignes. Von dort konnte auch die Straße nach Chaumont beschossen werden und es blieb den Württembergern keine andere Wahl, als sich zurückzuhalten und in einiger Entfernung stehen zu bleiben. Da es bereits am Morgen angefangen hatte, heftig zu regnen, und der Regen den ganzen Tag über anhielt, gelang es der württembergischen Artillerie erst langsam und mit großem Verzug, eigene Geschütze über durchweichte Wege heranzuschaffen und vor Chaumont in Stellung und zur Wirkung zu bringen.
Es gab und gibt heute noch eine zweite, schmalere Brücke (⊙) östlich des Ortes Choignes, deren Zugang von Osten damals wie heute durch einen von Wäldern geschützten Einschnitt führt, der nicht von der französischen Artillerie bestrichen werden konnte. Der Versuch eines württembergischen Jäger-Bataillons, diese Brücke zu nehmen, scheiterte jedoch am energischen und erfolgreichen Widerstand eines Bataillons der Alten Garde, das dort zum Schutz der Brücke stand.
Bei Einbruch der Dunkelheit verebbte das Gefecht und die württembergischen Truppen bemühten sich, in den umliegenden Dörfern östlich der Marne vor dem kalten Winterregen Schutz zu finden.
Die Württemberger hatten an diesem Tage 45 Mann verloren, die Verluste der Franzosen sind unbekannt.
Marschall Mortier befahl seinen Truppen, am frühen Morgen, noch in der Dunkelheit der Nacht, nach Nordwesten auf der Straße über Colombey-les-Deux-Églises nach Bar-sur-Aube abzuziehen. Dort erwartete er, auf weitere Verstärkung zu treffen und die Schlagkraft seiner Truppen deutlich zu erhöhen. Als die Württemberger bei Anbruch des 19. Januar 1814 vorzurücken begannen, trafen sie keine französischen Truppen mehr an. Sie besetzten Chaumont und erkundeten die Straßen nach Troyes und Joinville, zunächst ohne eine Spur der Franzosen zu finden.
Mit der Erlaubnis des Hauptquartiers der Böhmischen Armee, das sich ab dem 20. Januar 1814 in Langres befand, blieben die Württemberger fünf Tage in Chaumont und versuchten, sich von der nasskalten Witterung zu erholen.

### Die Bewegungen des österreichischen Korps Gyulay
Das österreichische Korps unter Gyulay hatte am 17. Januar 1814 Langres besetzt, die Stadt aber am 18. Januar 1814 bereits wieder verlassen, um den französischen Truppen unter Marschall Mortier auf der Straße nach Chaumont zu folgen. Bei Versaignes-sur-Marne konnte die französische Nachhut eingeholt und bis zum Dorfe Marnay-sur-Marne verfolgt werden. Dann beendete die Nacht die Verfolgung. Am nächsten Tage erfuhr Gyulay, dass die württembergischen Truppen Chaumont bereits besetzt hatten und dass die Franzosen in Eile weitergezogen waren. Sein Korps rückte noch etwas näher an Chaumont heran und blieb zwischen den Orten Richebourg und Foulain liegen.

## Das Gefecht bei Colombey-les-Deux-Églises am 24. Januar 1814

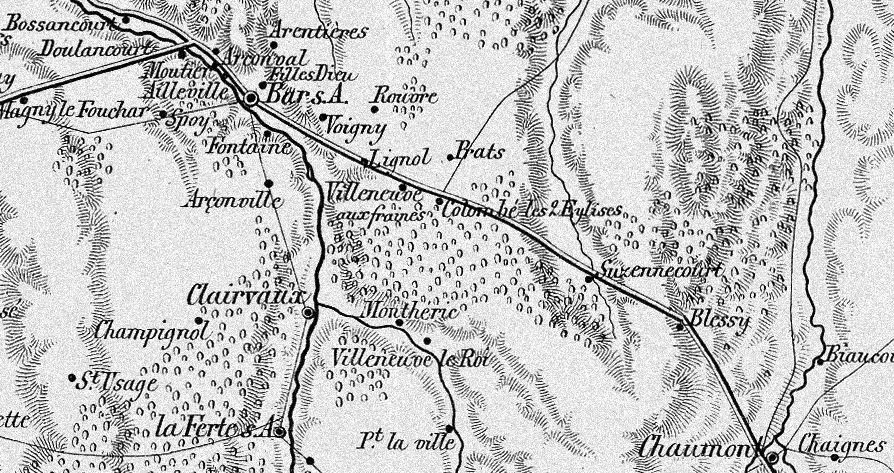
Die Region der oberen Marne und Aube (Ausschnitt)

Am 23. Januar 1814 ordnete Fürst Schwarzenberg, der Oberbefehlshaber der Böhmischen Armee, den Angriff auf die französischen Truppen unter Marschall Mortier an der Aube an.

### Der Angriff der Württemberger von Osten
Bei Colombey-les-Deux-Églises standen am Morgen des 24. Januar 1814 vier Bataillone Infanterie, vier Schwadronen Kavallerie und sechs Geschütze der französischen Truppen unter dem Befehl des Brigadegenerals Letort.
Der württembergische Kronprinz stand mit seinem Korps noch in Chaumont und ordnete seine Truppen an diesem Morgen in fünf Kontingente:
- Das erste blieb in Chaumont und sicherte einen möglicherweise notwendigen Rückzug.
- Das zweite besetzte den Ort Baisy an der Straße nach Colombey-les-Deux-Églises.
- Das dritte besetzte das Dorf Montheries in einem Seitental der Aube südlich von Colombey-les-Deux-Églises.
- Das vierte unter General Jett erhielt den Auftrag, auf der Straße nach Colombey-les-Deux-Églises vorzugehen und die dort stehenden französischen Truppen von Osten anzugreifen.
- Das fünfte unter General Stockmayer erhielt den wichtigsten Auftrag: Es sollte von Juzennecourt aus in einem Bogen über Montheries die Franzosen bei Colombey-les-Deux-Églises im Süden umgehen und sie dann von Lavilleneuve-aux-Fresnes kommend von Westen her angreifen. Dieser Plan misslang vollkommen. Die Truppen unter General Stockmayer fanden keinen Weg nach Lavilleneuve-aux-Fresnes,[1] verloren in dem großen Waldgebiet südlich der Straße die Orientierung und erreichten Colombey-les-Deux-Églises genau mittags von Süden aus dem Wald herauskommend.

Als die französischen Truppen die ersten Württemberger sahen, gaben sie einige Kanonenschüsse ab und zogen sich rasch bis Lignol-le-Château zurück. Der Kronprinz zögerte nicht und verfolgte die Franzosen sofort mit der ihm zur Verfügung stehenden Kavallerie und einer berittenen Batterie der Artillerie, aber ohne Infanterie-Unterstützung. Die französischen Truppen unter General Letort zogen sich nun nach Norden auf Voigny hin zurück. Als der Kronprinz wiederum nachsetzte, musste er erkennen, dass ihm eine Falle gestellt worden war: Der gesamte Höhenzug von Voigny bis hinab zur Aube war von französischer Artillerie besetzt und 20 Geschütze eröffneten das Feuer auf die Württemberger. Zudem war an gleicher Stelle die Division Friant der Alten Garde in Stellung gegangen und machte jeden Angriff auf die französischen Artillerie-Stellungen aussichtslos.
Weiter mussten der Kronprinz und seine Truppen feststellen, dass auch auf der anderen Seite der Aube bei Fontaine
französische Geschütze standen, die mit ihren Geschossen die von Colombey-les-Deux-Églises herabführende Straße erreichen konnten, so dass an ein weiteres Vordringen auf Bar-sur-Aube nicht zu denken war.
Die Württemberger erwiderten das Feuer mit den kleinkalibrigen Geschützen ihrer berittenen Batterie und brachten auch noch eine zweite berittene Batterie herbei, aber erst als es den Österreichern des Korps Gyulay gelang, von der anderen Seite der Aube 12-Pfünder-Geschütze herbeizuschaffen, zeigte das Feuer der Koalitionstruppen einige Wirkung bei den Franzosen: Mehrere Munitionswagen gerieten in Brand und einige Geschütze fielen aus. Die winterlich früh hereinbrechende Dunkelheit setzte dem Gefecht auf dieser Seite der Aube ein Ende.

### Der Angriff des österreichischen Korps Gyulay von Süden

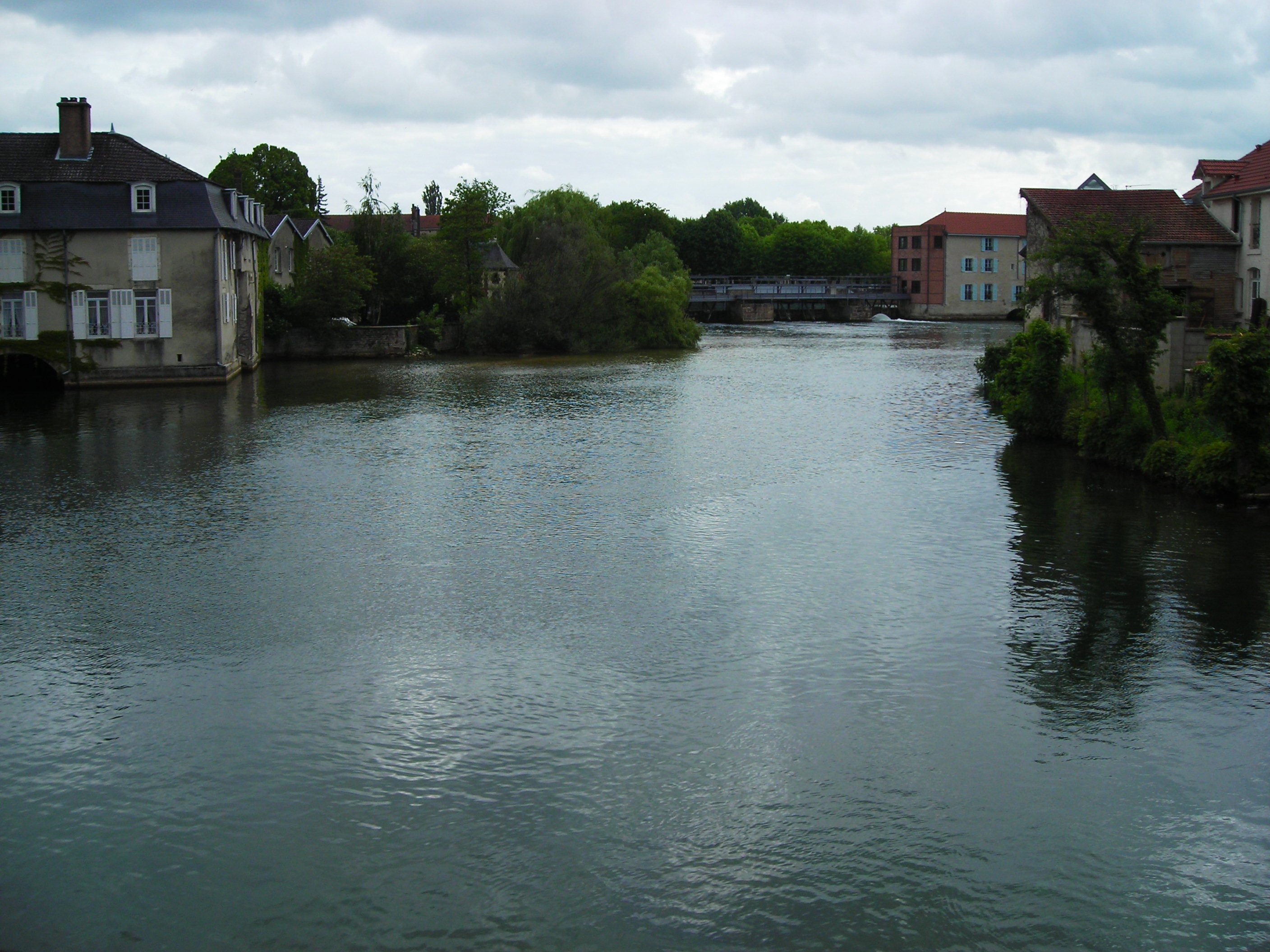
Die Aube im Stadtgebiet von Bar sur Aube

Das österreichische Korps Gyulay war in den Tagen zuvor vom Marnetal über Laferté-sur-Aube in das Tal der Aube gewechselt und hatte die Nacht auf den 24. Januar 1814 in der Umgebung des Klosters Clairvaux (⊙) verbracht. Am Vormittag des 24. Januar 1814 rückte das Korps am linken Ufer der Aube in zwei Kolonnen nach Norden vor. Die erste Kolonne marschierte über Bayel auf den Ort Fontaine zu, die andere entlang der Höhe über Baroville mit demselben Ziel.
Fontaine liegt links und südlich der Aube und nördlich des Ortes führte eine solide steinerne Brücke über den Fluss. Jenseits des Flusses, auf dem rechten Ufer der Aube, standen 14 französische Geschütze in vorteilhafter Stellung, geschützt durch die französische Division Michel. Die Franzosen eröffneten früh das Feuer auf die herannahenden Österreicher und fügten ihnen schon auf Distanz erhebliche Verluste zu. Darüber hinaus mussten nun die Österreicher zur Kenntnis nehmen, dass die 20 Geschütze in der Stellung zwischen Bar-sur-Aube und Voigny, die den Vormarsch der Württemberger jäh gestoppt hatten, bis zur Brücke von Fontaine reichten und eine dauerhafte Eroberung derselben unmöglich machten.
Durch das französische Artilleriefeuer gerieten die Österreicher in Unordnung, was General Michel sofort bemerkte und zu einem Infanterieangriff nutzte, der verlustreich zurückgeschlagen werden musste.
Im Verlaufe des Nachmittags griffen französische Truppen wiederholt über die Brücke an und verwickelten die Österreicher in anhaltende Gefechte. Dem Korps Gyulay gelang es bis zum Dunkelwerden nicht, über das Dorf Fontaine hinauszukommen. Selbst aus diesem Dorf, das südlich der Brücke liegt, hatten die Soldaten der Alten Garde der Division Michel die Österreicher bis zum Abend zweimal wieder vertrieben.

### Der Abzug der Franzosen
Marschall Mortier erfuhr spätestens im Laufe dieses Tages, dass noch weitere Koalitionstruppen gegen ihn im Anmarsch waren. In der Tat versuchten 5000 Donkosaken unter ihrem Ataman Platow den Ort des Gefechtes zu erreichen, was ihnen wegen der schlechten, tiefgründigen Wege an diesem Tage nicht mehr gelang. Damit hatten die Franzosen Zeit, sich während der Nacht auf der Straße über Magny-Fouchard und Vendeuvre zurückzuziehen. In den folgenden Tagen erreichten sie Troyes an der Seine, wo sie für einige Zeit blieben.

## Die Tage danach

### Das Vorrücken der Württemberger
Am 25. Januar 1814 besetzte das österreichische Korps Gyulay die Stadt Bar-sur-Aube, in der die Franzosen einige hundert Kranke und Verwundete zurückgelassen hatten. Die Württemberger blieben zunächst bei Colombey-les-Deux-Églises. Dann aber sandte Kronprinz Wilhelm seine Truppen im Tal der Aube nach Norden und ließ Dienville, La Rothière und die umliegenden Dörfer besetzen. Als die Württemberger bis Brienne-la-Vieille vorrückten, stießen sie auf russische Truppen der Schlesischen Armee und bemerkten, dass Feldmarschall Blücher sein Hauptquartier in Brienne-le-Château genommen hatte. Kronprinz Wilhelm begegnete Blücher in den letzten Januartagen in Trannes und nahm wesentlichen Einfluss auf die Schlacht bei La Rothière.

### Das Eintreffen der Monarchen
Zar Alexander verließ Basel am 16. Januar 1814 und kam am 17. Januar noch bis Montbéliard. Er reiste weiter über Vesoul und traf am 23. Januar in Langres ein.
Der preußische König Friedrich Wilhelm III. verließ Basel am 20. Januar, reiste ebenfalls über Vesoul und traf am 25. Januar in Langres ein.
Kaiser Franz II. von Österreich reiste vom 22. bis zum 26. Januar von Basel über Vesoul nach Langres. Danach waren alle Monarchen wieder im Hauptquartier versammelt und die volle Handlungsfähigkeit der Koalitionstruppen hergestellt.
Fürst Schwarzenberg verlegte sein Hauptquartier am 27. Januar nach Chaumont, wohin ihm die Monarchen am 29. Januar folgten.

### Napoleon reist zu den französischen Truppen
Napoleon verließ Paris am 25. Januar 1814 morgens um 6 Uhr und erreichte die französischen Truppen am nächsten Tag in Chalons-sur-Marne, reiste aber am selben Tage noch weiter nach Vitry-le-François. Am 27. Januar war er in Saint-Dizier, das er am nächsten Tage um 11 Uhr verließ, um nach Montier-en-Der zu gehen. Am Samstag, den 29. Januar, erreichte er mit seinen Truppen Brienne, um der Schlesischen Armee dort ein Gefecht zu liefern und Blücher beim Sturm auf das Château Brienne in große Bedrängnis zu bringen.

## Ergänzungen und Einzelnachweise
1. ↑  Einen solchen gibt es auch heute noch nicht.
2. ↑  An der Stelle gibt es noch heute eine Brücke.
3. ↑  Sollte es so gewesen sein, dass die Österreicher sich zeitweise in den Besitz der Brücke gebracht haben, haben ihnen die Franzosen diese später wieder abgenommen.
4. ↑  Vom Verfasser selbst aus dem Russischen übersetzt.

- Karte mit allen Koordinaten:
- OSM |
- WikiMap